# 米格龙 (滨海夏朗德省)
米格龙（法語：Migron，法語發音：[miɡʁɔ̃]）是法国滨海夏朗德省的一个市镇，位于该省东部，属于桑特区。

## 地理
米格龙（45°48'10"N, 0°23'50"W）面积15.06 平方千米，位于法国新阿基坦大区滨海夏朗德省，该省份为法国西部滨海省份，北起旺代省，西临大西洋，南至吉倫特省，东南接多爾多涅省，东北接德塞夫勒省接壤，东临夏朗德省。
与米格龙接壤的市镇（或旧市镇、城区）包括：欧雅克、欧通-埃贝翁、贝尔克卢、布里藏堡、比里、库尔瑟拉克、蒙斯、勒瑟尔、维拉尔莱布瓦、瓦勒德干邑。

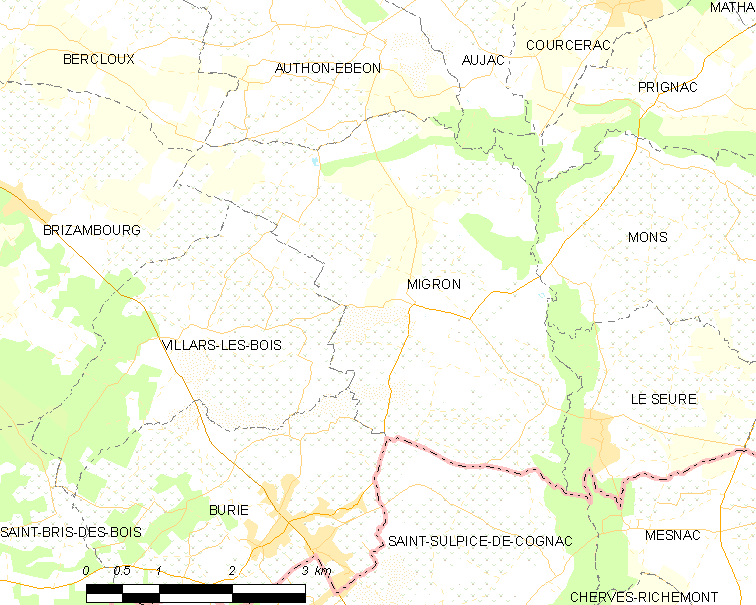
的OSM定位图

米格龙的时区为UTC+01:00、UTC+02:00（夏令时）。

## 行政
米格龙的邮政编码为17770，INSEE市镇编码为17235。

## 政治
米格龙所属的省级选区为沙尼耶县。

## 人口

1962-2008年间人口变化图示

米格龙于2022年1月1日时的人口数量为699人。